# Semialdeide succinica
La semialdeide succinica è una molecola che deriva dalla deaminazione ossidativa dell'acido γ-amminobutirrico (GABA) ad opera dell'enzima GABA transaminasi (GABA-T). In vivo la SSA viene ossidata ad acido succinico, metabolita intermedio del ciclo di Krebs. Il composto è solubile in acqua, etanolo, benzene e dietiletere.